# Phật giáo Thái Lan
Phật giáo ở Thái Lan phần lớn thuộc hệ phái Theravada, được theo sau bởi 95% dân số. Thái Lan có dân số Phật giáo lớn thứ ba trên thế giới, sau Trung Quốc và Nhật Bản, với khoảng 64 triệu Phật tử. Phật giáo ở Thái Lan cũng đã trở nên hòa nhập với tôn giáo dân gian cũng như các tôn giáo Trung Quốc từ dân số Thái Lan đông đảo. Các ngôi chùa Phật giáo ở Thái Lan được đặc trưng bởi những bảo tháp vàng cao, và kiến trúc Phật giáo của Thái Lan tương tự như ở các nước Đông Nam Á khác, đặc biệt là Campuchia và Lào, nơi Thái Lan có chung di sản văn hóa và lịch sử.
Phật giáo được cho là đã đến Thái Lan ngày nay sớm nhất là 250 TCN , vào thời Hoàng đế Ấn Độ Ashoka. Kể từ đó, Phật giáo đã đóng một vai trò quan trọng trong văn hóa và xã hội Thái Lan. Phật giáo và chế độ quân chủ Thái Lan thường được đan xen với nhau, với các vị vua Thái Lan trong lịch sử được coi là người bảo trợ của Phật giáo ở Thái Lan. Mặc dù chính trị và tôn giáo nói chung bị tách biệt trong phần lớn lịch sử Thái Lan, nhưng mối liên hệ của Phật giáo với nhà nước Thái Lan sẽ tăng lên vào giữa thế kỷ 19 sau những cải cách của vua Mongkut, điều đó sẽ dẫn đến sự phát triển của một giáo phái được ủng hộ bởi hoàng gia và gia tăng tập trung của Tăng đoàn Thái Lan dưới quyền nhà nước, với sự kiểm soát của nhà nước đối với Phật giáo ngày càng tăng sau cuộc đảo chính năm 2014.
Phật giáo Thái Lan được phân biệt cho sự nhấn mạnh vào thời gian tấn phong ngắn hạn cho mỗi người đàn ông Thái Lan và kết nối chặt chẽ với tình trạng Thái và văn hóa Thái. Hai hệ phái (Nikaya) chính thức của Phật giáo Thái Lan là Dhammayuttika Nikaya, vốn được hoàng gia hậu thuẫn, và Maha Nikaya, lớn hơn và được đông đảo dân chúng đi theo.